# Predykat (języki formalne)
Predykat – warunek o który mogą być wzbogacone produkcje języka bezkontekstowego
{\displaystyle A\to \{\pi _{i}\}?\alpha _{i}} – i-ta predykowana produkcja.
Produkcja z semantycznym predykatem {\displaystyle \pi _{i}} jest wykonalna ((ang.) viable) tylko wtedy, gdy {\displaystyle \pi _{i}} jest spełnione (true) w bieżącym stanie. Predykaty pozwalają na znaczne zwiększenie siły rozpoznawania języka, w tym, na dodaniu kontekstu do gramatyki bezkontekstowej.
Generator parserów ANTLR używa predykatów do ujednoznaczniania niejednoznacznej gramatyki.
Weźmy gramatykę niejednoznaczną i lewostronnie rekurencyjną:
{\displaystyle E\to E\%E|E+E|id.}
Występuje tu dodawanie o niskim priorytecie i modulo o wyższym. Możemy przekształcić według reguł do postaci bez lewostronnej rekurencji:
{\displaystyle E\to id(\%E|+E)^{*}.}
Ta gramatyka nie będąc już lewostronnie rekurencyjną pozostaje niejednoznaczna, predykaty ujednoznaczniają:
{\displaystyle E[pr]\to {\textbf {id}}(\{3\geqslant pr\}?\%E[4]|\{2\geqslant pr\}?+E[3])^{*}.}
Wszędzie indziej odniesienia do E stają się odniesieniami do E[0].
Produkcja {\displaystyle \{3\geqslant pr\}?\%E[4]} jest wykonalna kiedy priorytet operacji modulo 3, odpowiada lub przekracza parametr pr. Pierwsze wołanie E ma pr = 0 i ponieważ {\displaystyle 3\geqslant 0} parser rozwija „% E[4]” w E[0].
Kiedy wołamy parsowanie E[4], predykat {\displaystyle {2\geqslant pr}?} nie przechodzi ponieważ priorytet operatora + jest zbyt niski: {\displaystyle 2\ngeq 4.} Konsekwentnie E[4] nie dopasowuje operatora + opóźniając wołanie E[0].